# Kumadori

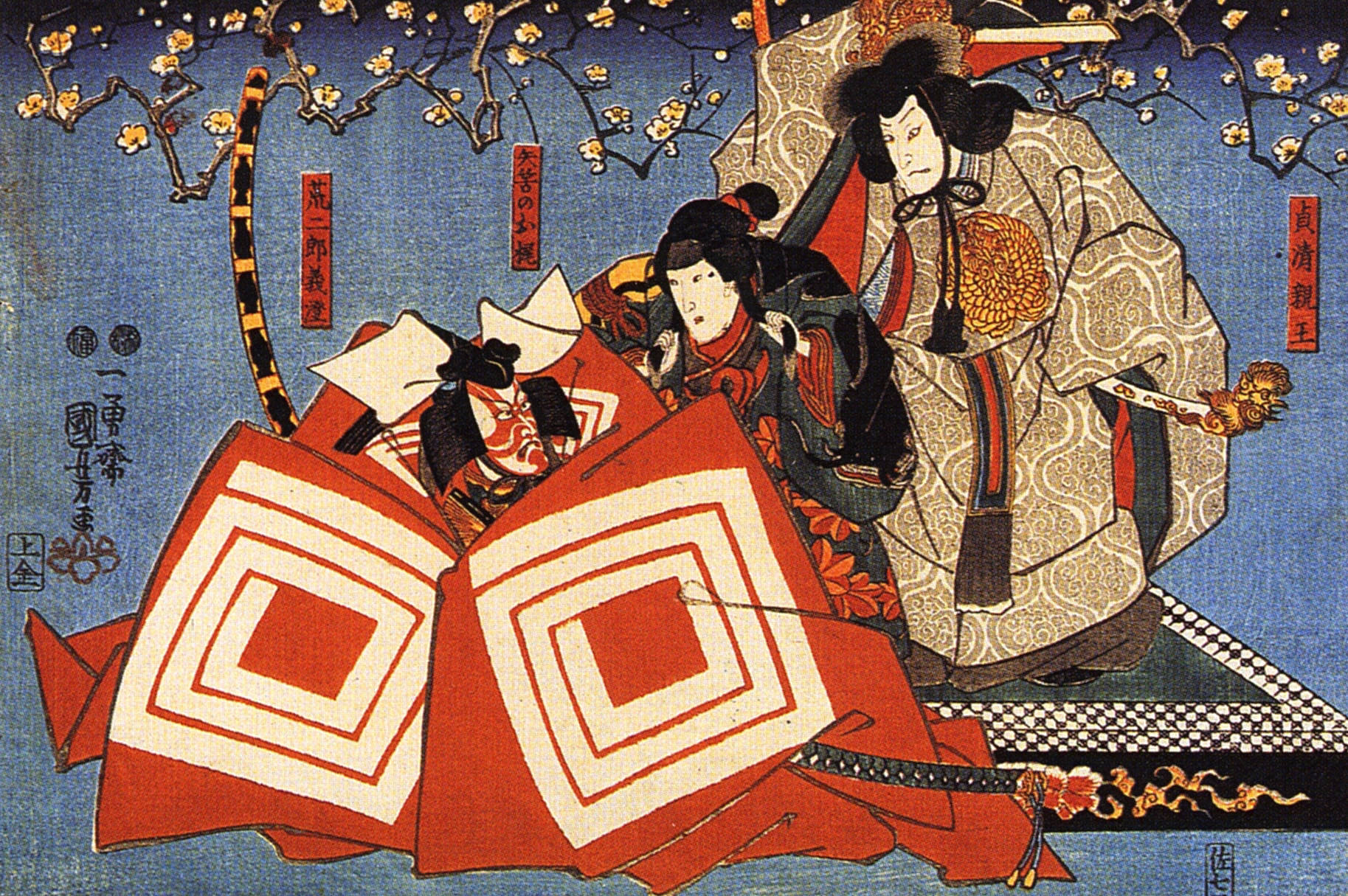
O herói da peça Shibaraku, usando maquiagem kumadori. Ukiyo-e por Utagawa Kuniyoshi.

KumadoriFazer sombra (隈取) é uma maquiagem usada por atores de kabuki, usada mais frequentemente no estilo aragoto. Esse termo também se aplica à um metodo de pintura no qual dois pincéis são usados simultaneamente, um para a cor e outro para criar sombras ou outros detalhes.
A maquiagem kumadori geralmente consiste de linhas ou padrões, que simbolizam aspectos do personagem, feitos sobre uma base brancaOshiroi, lit. pó branco (白粉). Mesmo que a kumadori tenha sido originada e desenvolvido extensivamente pela família de atores Ichikawa Danjuro, algumas partes são criações da linhagem Onoe Kikugoro.

## Cores
Poucas cores são usadas na maquiagem, somente vermelho, azul, marrom e preto. Enquanto o preto é usado somente para exagerar detalhes, como sobrancelhas ou a linha da boca, as outras cores são usadas para mostrar características da personalidade do personagem.
Kumadori vermelho indica um papel de herói poderoso, geralmente um personagem com virtude e coragem. O papel mais conhecido por usar maquiagem vermelha é o herói da peça Shibaraku, Kamakura Gongoto. As linhas vermelhas no kumadori estereotipicamente representa o kabuki no ocidente.
A maquiagem azul é usada para representar um vilão, humano ou não, e representa emoções negativas como medo ou inveja. Fantasmas nos dramas tradicionais japoneses geralmente ficam presos ao mundo físico por esses tipos de sentimentos, e portanto frequentemente usam maquiagem azul. Kitsune (espíritos de raposa) como Genkuro na peça Yoshitsune Senbon Zakura também usam maquiagem azul.
A cor marrom representa monstros e criaturas não-humanas, como oni (demônios). Um exemplo do uso do kumadori marrom é a aranha-monstro tsuchigumo, que lutou com Minamoto no Yorimitsu na peça Tsuchigumo Soushi.
Mesmo que apenas quatro cores sejam usadas, existem mais de 50 tipos de kumadori. A maquiagem é feita simetricamente dos dois lados do rosto. Alguns padrões são usados somente em um tipo de peça, já que passaram a representar um personagem específico com o passar do tempo.
Ni-hon GumaMaquiagem de duas linhas (二本隈) - esse kumadori apresenta duas linhas vermelhas que vão até o início do couro cabeludo, uma que sai da sobrancelha e outra que parte do olho. Esse padrão é usado para expressar força e quietude nos heróis.
Sugi GumaMaquiagem de músculo (筋隈) - o padrão mais conhecido do kumadori, visto na peça Shibaraku, usado pelo herói Kamakura Gongoro. As dramáticas linhas vermelhas representam o poder e o temperamento nervoso do personagem, e por isso são chamadas de músculo.
Mukimi Kumalit. maquiagem do crustáceo (むきみ隈) - uma forma de kumadori usada por heróis jovens, virtuosos e prestativos. O personagem Sukeroku da peça Sukeroku Yukari no Edo Zakura usa essa maquiagem. A peça fala sobre um herói tentando conquistar o amor de uma cortesã de alto nível. 
Zare GumaMaquiagem do brincalhão (戯れ隈) - o estilo de kumadori usado para vilões cômicos. As linhas desse padrão são organizadas para fazer o personagem se parecer com um animal, indicando que ele não deve ser levado a sério. Algumas formas da zare guma fazem o personagem parecer um macaco, ou um caranguejo.
Kuge GumaMaquiagem do aristocrata da corte (公家隈) - uma forma dramática do kumadori azul que indica um vilão aristocrata imperial, que deseja tomar o poder. Esse design é parecido com a sugi guma.
Uma impressão da maquiagem do ator de kabuki, preservada em um pedaço de pano, é conhecida como oshiguma.